# Michel Gbagbo
Pour les articles homonymes, voir Gbagbo (homonymie).
 (mai 2021).
Michel Gbagbo , né le 24 septembre 1969 à Lyon (France), est un écrivain et universitaire ivoirien.

## Biographie
Michel Koudou Gbagbo est le fils aîné de l'ancien président ivoirien, Laurent Gbagbo. 
Michel Gbagbo passe une partie de son enfance en Côte d'Ivoire où il effectue ses études primaires et secondaires.
Il est marié,.
En 1990, il passe son baccalauréat série G2 au lycée technique d’Abidjan.
En 1997, alors qu'il est membre du bureau national de la JFPI (Jeunesse du Front populaire ivoirien), il s’installe en France, pour des raisons professionnelles.
En 2000, peu avant que son père ne soit élu président de la république, il revient en Côte d'Ivoire et travaille comme consultant en gestion de ressources humaines.
Il devient sénateur[C'est-à-dire ?] de la Jeune chambre internationale en 2001 et président de l'Association ivoirienne pour l'amitié entre les peuples (AIAP).
En 2002, il fonde et dirige, le cabinet « Ivoire Kompetence ».
En 2006, Michel Gbagbo reprend ses études universitaires à l'université de Cocody.
L’année suivante, il soutient une thèse de psychopathologie de la vie sociale et intègre la faculté de criminologie comme enseignant de psychologie sociale.
Il devient ensuite directeur de la formation, de la communication et de la sensibilisation au comité national de pilotage du redéploiement de l'administration (CNPRA).
À partir de 2018, il devient maître de conférences à la faculté de criminologie de l’université Félix-Houphouët-Boigny pour le Conseil africain et malgache pour l'enseignement supérieur et depuis 2019, directeur de la collection « Violence et Société »[source insuffisante] à l‘Harmattan.
En 2021, il se présente comme candidat au Parlement ivoirien dans la circonscription populaire de Yopougon sur une liste de six sièges partagés entre le groupement politique auquel il appartient, Ensemble pour la démocratie et la souveraineté (EDS) et le Parti démocratique de Côte d’Ivoire (PDCI).
En avril 2023, il est désigné candidat du PPA-CI à l'élection municipale de Yopougon lors des élections de septembre 2023. Lors de l'élection, il obtient 37 % des voix mais est battu par Adama Bictogo (RHDP) qui obtient 44 % des voix.

## Arrestations
Son engagement débute dans les années 1990 lors de son adhésion à la Fédération estudiantine et scolaire de Côte d'Ivoire (FESCI), une association d’élèves et étudiants.
Sa première condamnation remonte à l’époque où son père était opposant, sous le régime de feu Félix Houphouët Boigny. Le 18 février 1992, des responsables et des militants du Front populaire ivoirien (FPI) manifestent pour réclamer que justice soit rendue aux victimes de la descente punitive sur l’université par les para-commandos de Robert Guéï, ancien général sous le président Houphouët-Boigny. Michel Gbagbo, Laurent Gbagbo (son père), Simone Ehivet Gbagbo (l’épouse de son père) ainsi que de nombreux députés et leaders d’opinion sont arrêtés. Il est alors accusé et condamné pour « flagrant délit de destruction de biens d'autrui sur la voie publique » à la suite d'une marche de protestation contre le gouvernement.
Le 11 avril 2011, après dix jours de combat à Abidjan, Michel Gbagbo est de nouveau arrêté au palais présidentiel d'Abidjan, en compagnie de son père, de Simone Ehivet Gbagbo, de sa femme et de ses enfants ainsi que de membres de la famille de son père et de plusieurs proches. Michel Gbagbo est emmené au Golf Hôtel, résidence d'Alassane Ouattara, où il est filmé arrivant torse nu et ensanglanté.
Il est ensuite envoyé à Bouna, situé dans le nord-est de la Côte d'Ivoire, à 600 km d'Abidjan, où il est retenu prisonnier, avec six autres sympathisants de son père. Dans un film réalisé entre le 22 avril et le 13 juin, diffusé en juillet 2011 sur internet, on le voit, lui et ses compagnons, écouter un discours accusateur du « Commandant » Morou Ouattara, puis faire des pompes sur son ordre. Les équipes de l'Opération des Nations unies en Côte d’Ivoire (ONUCI) ont pu visiter la prison de Bouna, et ont « constaté que les prisonniers étaient victimes de mauvais traitements » et que l’incarcération se faisait dans « des conditions inhumaines et dégradantes ».
Après deux séjours à l’hôpital, il est mis en liberté provisoire le 6 décembre 2013. Il est condamné à cinq ans d’emprisonnement pour atteinte à la sureté de l’État mais laissé en liberté puis amnistié avec d’autres en 2018.
Michel Gbagbo, par son avocate Habiba Touré, dépose plainte en France contre Guillaume Soro et tous les commandants de zone dont Morou Ouattara pour enlèvement, séquestration et traitements inhumains et dégradants,. Convoqué à deux reprises par le juge d'instruction français, Michel Gbagbo est empêché par les autorités ivoiriennes, avant son amnistie, de se rendre au tribunal à Paris.

## Œuvres
- 2006 : Côte d'Ivoire : un air de changement, Abidjan : CEDA/NEI  (ISBN 9782863945445)[20]
- 2006 : Confidences : poésie, Abidjan : CEDA/NEI  (ISBN 9782863945339)[21]
- 2009 : Réintégration sociale des personnes ayant souffert de maladie mentale : Tome 1; Considérations théoriques, Abidjan : NEI/CEDA  (ISBN 9782844873729)[22]
- 2010 : Les souillons : poèmes, Abidjan : L'Harmattan  (ISBN 9782296127685)[23]
- 2010 : Des paroles de Côte d’Ivoire pour Haïti, notre devoir de solidarité, Abidjan : NEI/CEDA, Collectif  (ISBN 9782844874306)[24]
- 2015 : Quelle place pour les « fous guéris ? », Paris : L’Harmattan, Collection États, Pouvoirs et Sociétés  (ISBN 9782343057170)[25]
- 2015 : Comprendre la psychologie de l’enfant, Abidjan : Les Editions Matrice, Collection Les références universitaires  (ISBN 9782365531276)[26]
- 2016 : Introduction à la psychopathologie - Théories et exemples cliniques, Abidjan : Les Editions Equinoxe, Collection Sciences,  (ISBN 9782376430025)[27]
- 2017 : Un matin d’Avril (poèmes), Paris : La Doxa Editions  (ISBN 9782376380290)[28]